# 佐藤洋二
佐藤 洋二（さとう ようじ、1949年7月14日 - ）は日本の実業家。双日代表取締役社長・最高経営責任者、代表取締役会長を務めた。元日本貿易会副会長。

## 人物・経歴
熊本県熊本市川尻生まれ。熊本県立熊本高等学校を経て、1973年長崎大学経済学部卒業、日商岩井（現双日）入社。2003年執行役員に昇格。2004年合併後の双日で常務執行役員に就任。2005年から取締役常務執行役員 CFOを、2006年からは取締役専務執行役員 CFOを、2008年からは代表取締役副社長執行役員 CFOを務め、有利子負債の削減など財務強化にあたった。2012年から双日代表取締役社長 CEOを務め、資源価格の低迷が続く中、非資源部門の拡大を進めた。2017年代表取締役会長。日本貿易会副会長も務めた。2019年双日会長を退任。